# Serie A1 1994-1995 (rugby a 15)
La serie A1 1994-95 fu il 65º campionato nazionale italiano di rugby a 15 di prima divisione.
Si tenne dal 15 ottobre 1994 all’8 aprile 1995 tra 10 squadre — due di meno dell'edizione precedente per la concomitanza con la Coppa del Mondo 1995 in programma in Sudafrica in tarda primavera — con la formula «stagione regolare a girone unico più play-off», e vide per la terza volta l'Amatori Milano (rinominato Milan in quanto divenuto sezione rugbistica della polisportiva A.C. Milan di Silvio Berlusconi) in finale, la sua quarta in cinque stagioni.
Fu, anche, la terza volta che si incontrarono in finale i milanesi e il Benetton Treviso e di nuovo i veneti furono sconfitti; il Milan, vincitore nella circostanza del suo diciassettesimo scudetto, s'impose per 27-15 in una gara senza mete, contraddistinta solo da 24 punti di Diego Domínguez (8 calci piazzati) e un drop di Massimo Bonomi contro cinque piazzati di Michael Lynagh per Treviso, autore di tutti i punti della sua squadra.
Si trattò dell'anno di passaggio dal rugby a 15 dilettantistico a quello professionistico; in quell'anno nacque a opera della neocostituita European Rugby Cup la Coppa Europa di rugby o Heineken Cup, competizione destinata ai club campioni europei che assegnava il titolo di campione d'Europa; le due finaliste, Milan e Benetton Treviso, furono le prime italiane a qualificarsi per tale torneo.
Retrocedette in A2 il Bologna, appena tornato in massima serie dopo 22 stagioni di assenza.

## Squadre partecipanti e sponsor
- L’Aquila
- Benetton
- Amatori Catania
- Bologna (Deltalat)
- Milan (El Charro)

- Mirano (Osama)
- Petrarca (Simod)
- Rugby Roma (Monte dei Paschi)
- Rovigo (Ciabatta Italia)
- San Donà (Lafert)

## Formula
Ai playoff accedettero le prime quattro classificate di serie A1; preliminarmente agli incontri di semifinale, la quarta classificata di A1 dovette disputare un turno preliminare in gara unica contro la vincitrice del campionato di serie A2; la squadra uscente da tale incontro disputò la semifinale contro la prima classificata di A1 mentre la seconda incontrò la terza.
Gli incontri di semifinale furono in gara di andata e ritorno, con la seconda gara programmata in casa della squadra meglio piazzata durante la stagione regolare.
La finale fu invece disputata in gara unica, con eventuali tempi supplementari in caso di parità.
La vincitrice della finale era campione d'Italia; l'ultima classificata durante la stagione regolare retrocesse in serie A2.

## Stagione regolare

### Risultati
|       | 1ª/10ª giornata                    |       |
| ----- | ---------------------------------- | ----- |
| 22-19 | Amatori Catania - Petrarca         | 8-66  |
| 25-17 | Bologna - Rugby Roma               | 10-70 |
| 24-30 | San Donà - Benetton Treviso        | 13-13 |
| 9-57  | Mirano - Milan                     | 25-54 |
| 29-16 | L'Aquila - Rovigo                  | 9-14  |
|       |                                    |       |
|       | 4ª/13ª giornata                    |       |
| 20-7  | Benetton Treviso - Amatori Catania | 14-12 |
| 26-16 | Rovigo - Bologna                   | 30-20 |
| 26-9  | Rugby Roma - San Donà              | 30-18 |
| 43-13 | Milan - Petrarca                   | 21-9  |
| 11-19 | Mirano - L'Aquila                  | 28-32 |
|       |                                    |       |
|       | 7ª/16ª giornata                    |       |
| 17-21 | Amatori Catania - L'Aquila         | 23-34 |
| 23-25 | Rovigo - Benetton Treviso          | 6-55  |
| 20-30 | Bologna - San Donà                 | 18-20 |
| 56-23 | Milan - Rugby Roma                 | 19-15 |
| 21-28 | Petrarca - Mirano                  | 15-16 |

|       | 2ª/11ª giornata               |       |
| ----- | ----------------------------- | ----- |
| 31-3  | Benetton Treviso - L'Aquila   | 26-26 |
| 24-17 | Rovigo - Amatori Catania      | 18-21 |
| 42-14 | Rugby Roma - Mirano           | 30-8  |
| 42-8  | Milan - San Donà              | 20-19 |
| 22-19 | Petrarca - Bologna            | 15-13 |
|       |                               |       |
|       | 5ª/14ª giornata               |       |
| 28-29 | Amatori Catania - Rugby Roma  | 0-66  |
| 26-22 | Bologna - Mirano              | 15-22 |
| 29-26 | San Donà - L'Aquila           | 13-22 |
| 85-13 | Milan - Rovigo                | 27-12 |
| 12-17 | Petrarca - Benetton Treviso   | 13-47 |
|       |                               |       |
|       | 8ª/17ª giornata               |       |
| 51-23 | Bologna - Amatori Catania     | 12-61 |
| 31-31 | L'Aquila - Milan              | 22-49 |
| 25-27 | San Donà - Petrarca           | 16-33 |
| 20-15 | Rugby Roma - Benetton Treviso | 19-57 |
| 23-21 | Mirano - Rovigo               | 6-14  |

|       | 3ª/12ª giornata            |       |
| ----- | -------------------------- | ----- |
| 18-28 | Amatori Catania - Milan    | 11-46 |
| 3-61  | Bologna - Benetton Treviso | 8-58  |
| 28-18 | L'Aquila - Rugby Roma      | 13-27 |
| 38-31 | San Donà - Mirano          | 10-14 |
| 26-9  | Petrarca - Rovigo          | 18-18 |
|       |                            |       |
|       | 6ª/15ª giornata            |       |
| 14-26 | Benetton Treviso - Milan   | 22-22 |
| 49-37 | L'Aquila - Bologna         | 30-38 |
| 23-18 | San Donà - Rovigo          | 9-13  |
| 27-10 | Rugby Roma - Petrarca      | 20-9  |
| 34-23 | Mirano - Amatori Catania   | 13-40 |
|       |                            |       |
|       | 9ª/18ª giornata            |       |
| 25-35 | Amatori Catania - San Donà | 12-24 |
| 47-12 | Benetton Treviso - Mirano  | 31-29 |
| 40-14 | Rovigo - Rugby Roma        | 29-44 |
| 65-18 | Milan - Bologna            | 62-39 |
| 33-29 | Petrarca - L'Aquila        | 22-7  |

### Classifica
| Pos | Squadra         | G  | V  | N | P  | PF  | PS  | DP   | Pt |
| --- | --------------- | -- | -- | - | -- | --- | --- | ---- | -- |
| 1   | Milan           | 18 | 16 | 2 | 0  | 763 | 321 | +442 | 34 |
| 2   | Benetton        | 18 | 13 | 3 | 2  | 616 | 278 | +338 | 29 |
| 3   | Rugby Roma      | 18 | 12 | 0 | 6  | 537 | 394 | +143 | 24 |
| 4   | L’Aquila        | 18 | 8  | 2 | 8  | 430 | 463 | −33  | 18 |
| 5   | Petrarca        | 18 | 8  | 1 | 9  | 383 | 385 | −2   | 17 |
| 6   | San Donà        | 18 | 7  | 1 | 10 | 363 | 420 | −57  | 15 |
| 7   | Rovigo          | 18 | 7  | 1 | 10 | 344 | 467 | −123 | 15 |
| 8   | Mirano          | 18 | 6  | 0 | 12 | 354 | 535 | −181 | 12 |
| 9   | Amatori Catania | 18 | 4  | 0 | 14 | 368 | 554 | −186 | 8  |
| 10  | Bologna         | 18 | 4  | 0 | 14 | 388 | 720 | −332 | 8  |

## Play-off
|  | Quarti di finale | Quarti di finale | Quarti di finale |  |  | Semifinali | Semifinali | Semifinali | Semifinali |    |  | Finale | Finale | Finale |  |
|  |                  |                  |                  |  |  |            |            |            |            |    |  |        |        |        |  |
|  | 4A1              | L’Aquila         | 49               |  |  |            |            |            |            |    |  |        |        |        |  |
|  | 1A2              | Piacenza         | 30               |  |  |            | L’Aquila   | 22         | 8          |    |  |        |        |        |  |
|  |                  |                  |                  |  |  | 1A1        | Milan      | 31         | 69         |    |  |        |        |        |  |
|  |                  |                  |                  |  |  |            |            |            |            |    |  | Milan  | Milan  | 27     |  |
|  |                  |                  |                  |  |  |            |            | Benetton   | Benetton   | 15 |  |        |        |        |  |
|  |                  |                  |                  |  |  | 3A1        | Rugby Roma | 6          | 19         |    |  |        |        |        |  |
|  |                  |                  |                  |  |  | 2A1        | Benetton   | 59         | 17         |    |  |        |        |        |  |

### Finale
| Arbitro: | Morandin (Padova) |

| |              | |
| 18’, 39’, 41’, 43’, 50’, 53’, 60’, 74’ Domínguez | c.p.         | 6’, 14’, 36’, 38’, 56’ Lynagh |
| 47’ Bonomi | drop         | |
| · Vaccari · Crotti · Bonomi · 80’ Tommasi · Marcello Cuttitta · Domínguez · Gómez · Massimo Cuttitta · Marengoni · Properzi · Pedroni · Croci · 48’ Cicciò · Capuzzoni · 51’ Milano | Formazioni   | · Dotto 77’ · Perziano · I. Francescato · Visentin · Manteri · Lynagh · Troncon · Grespan · Trevisiol · G. Rossi · R. Favaro 72’ · Giacheri · Cristofoletto 54’ · M. De Rossi 50’ · Coppo |
| · 48’ Beretta · 51’ Berni · 80’ Platania | Sostituzioni | · Rigo 50’ · Wheeler 54’ · Annibal 72’ · Donati 77’ |
| Gustavo Milano | Allenatori   | Gianni Zanon |

## Verdetti
- Milan: campione d'Italia
- Milan, Benetton: qualificate alla Heineken Cup 1995-96
- Bologna : retrocessa in serie A2